# Кононово (Сафоновский район)
Кононово — деревня в Сафоновском районе Смоленской области России. Население – 342 жителя (2007 год) . Расположена в центральной части области в 33 км к востоку от города Сафонова, в 3,5 км южнее автодороги М1 «Беларусь», на берегу реки Дымица. В 0,5 км к юго-западу от деревни железнодорожная станция Алфёрово	 на линии Москва — Минск. Входит в состав Зимницкого сельского поселения.

## История
В годы Великой Отечественной войны деревня была оккупирована гитлеровскими войсками в сентябре 1941 года, освобождена в 1943 году.